# Stéphane Tissot
Stéphane Tissot (ur. 30 maja 1979 w Megève) – francuski narciarz alpejski, specjalista konkurencji technicznych.

## Kariera
Po raz pierwszy na arenie międzynarodowej pojawił się 6 stycznia 1995 roku we Flaine, gdzie na mistrzostwach kraju zajął 68. miejsce w supergigancie. Nigdy nie startował na mistrzostwach świata juniorów.
W zawodach Pucharu Świata zadebiutował 10 grudnia 2001 roku w Madonna di Campiglio, zajmując jedenaste miejsce w supergigancie. Tym samym już w swoim debiucie wywalczył pierwsze pucharowe punkty. Na podium zawodów tego cyklu po raz pierwszy stanął 4 grudnia 2005 roku w Beaver Creek, kończąc slalom na drugiej pozycji. W zawodach tych rozdzielił Włocha Giorgio Roccę i Teda Ligety'ego z USA. W kolejnych startach jeszcze jeden raz uplasował się w czołowej trójce: 18 marca 2006 roku w Åre ponownie był drugi w slalomie. Tym razem rozdzielił Szweda Markusa Larssona i Thomasa Grandiego z Kanady. Najlepsze wyniki osiągnął w sezonie 2005/2006, kiedy zajął 24. miejsce w klasyfikacji generalnej, a w klasyfikacji slalomu był szósty.
Na igrzyskach olimpijskich w Turynie w 2006 roku wystartował w slalomie, jednak nie ukończył pierwszego przejazdu i nie był klasyfikowany. Startował także na mistrzostwach świata w Bormio w 2005 roku, zajmując dziesiątą pozycję.
W 2010 roku zakończył karierę.

## Osiągnięcia

### Igrzyska olimpijskie
| Miejsce | Dzień     | Rok  | Miejscowość | Konkurencja | Czas biegu | Strata | Zwycięzca      |
| ------- | --------- | ---- | ----------- | ----------- | ---------- | ------ | -------------- |
| DNF1    | 25 lutego | 2006 | Turyn       | Slalom      | 1:43,14    | -      | Benjamin Raich |

### Mistrzostwa świata
| Miejsce | Dzień     | Rok  | Miejscowość | Konkurencja | Czas biegu | Strata | Zwycięzca      |
| ------- | --------- | ---- | ----------- | ----------- | ---------- | ------ | -------------- |
| 10.     | 12 lutego | 2005 | Bormio      | Slalom      | 1:41,34    | +2,13  | Benjamin Raich |

### Puchar Świata

#### Miejsca w klasyfikacji generalnej
- sezon 2001/2002: 88.
- sezon 2002/2003: 123.
- sezon 2003/2004: 124.
- sezon 2004/2005: 106.
- sezon 2005/2006: 24.
- sezon 2006/2007: 94.

#### Miejsca na podium w zawodach
1. Beaver Creek – 4 grudnia 2005 (slalom) – 2. miejsce
2. Åre – 18 marca 2006 (slalom) – 2. miejsce